# 雨仕舞
雨仕舞（あまじまい）は、建設・建築の現場において、作業途中の開口部に浸水防止の処置を施すこと。

## 概要
仕舞いとは建築用語においては細部の仕組みを指すことから、建築計画では雨仕舞を建築物内部に雨水が浸入せぬような仕組みを施す総称をいう。
雨水は降雨量や風向きにより、建築物の各処に吹きこみ、雨水処理材料の選択不良や経年劣化を初めとする雨仕舞が十分に考慮されていない場合には建築物内部に雨水が入りこみ、漏水を招く要因の一つとなる。

## 開口部
外壁に取り付ける窓や扉等の開口部においては雨水を浸入させない高い密閉性を持つ仕組みが求められる一方で雨水が浸入した際には速やかに雨水を外部に流れ出す仕組みを併せ持つものが多い。

## 圧力
雨水は、毛細管現象の様態によって浸入するほか、降雨量に比して風圧が強い場合、風圧により隙間へと浸入する。風圧が弱い場合は隙間に入った雨水は自由落下により外部に流れ落ちるが、風圧が強くなるにしたがい隙間に入った雨水は流れ落ちる前に奥に押し込まれていくことがある。
高層建築物の上階のように風圧の強くなる部位ではこのような現象が日常的に起こる。このため、超高層建築物で採用されることの多いカーテンウォールに代表される外壁部材では接合部の雨仕舞のため、雨水の浸入を防ぐ（密閉性）よりも、浸入した雨水をすばやく外部に排出させることを優先する、ドライジョイントと呼ぶ仕組みが考案された。

## 用法
雨仕舞の状態を示す用法として次に示すものがある。
- 雨仕舞が悪い